# Sønderborg

Sønderborg (németül: Sonderburg) Dánia egyik városa. Nevezetes látnivalója, a Sønderborg-kastély egy félszigetre épült. 1981-ben hidat építettek a várostól északra, ami egy szigetre visz.